# Polymèle (fille de Phylas)
Pour les articles homonymes, voir Polymèle.
Polymèle (en grec ancien : Πολυμήλη, Polymḗlē), est un personnage de la mythologie grecque.

## Biographie
D'après Homère, Polymele est la fille de Phylas de Phthia, un Myrmidon. Servante d'Artémis, elle est l'une des plus belles danseuses. Lorsqu'il la voit à l'occasion d'une fête d'Artémis, à laquelle elle participe comme danseuse, Hermès tombe amoureux. Il se précipite dans sa chambre la nuit et engendre avec elle Eudoros, l'un des cinq généraux des Myrmidons dans la Guerre de Troie.
Après la naissance d'Eudoros, Polymele épouse Échécleus, fils d'Actor, qui l’emmène chez lui, tandis qu'Eudoros est aimé et élevé par son grand-père Phylas comme s'il était son propre fils,.